# Marsdenia tylophoroides
Marsdenia tylophoroides är en oleanderväxtart som beskrevs av Rudolf Schlechter. Marsdenia tylophoroides ingår i släktet Marsdenia och familjen oleanderväxter. Inga underarter finns listade i Catalogue of Life.